# Lên men acid lactic

One isomer of lactic acid

Hoạt hình này tập trung vào một phân tử glucose chuyển thành pyruvate sau đó thành axit lactic. Trong quá trình này có một phân tử glucose 6 phân tử và 2 phân tử NAD +. 2 phosphat gắn vào đầu của phân tử glucose, tách phân tử glucose thành 2 phân tử pyruvate. Các phân tử NAD + thêm một phosphate khác vào đầu mở của 2 phân tử pyruvate, chuyển 2 NAD + thành 2 NADH. Sau đó ADP đến và lấy phosphat, tạo ra 2 phân tử ATP. Pyruvate được biến thành 2 quá trình phân tử lactate rồi lặp lại, bắt đầu với một phân tử glucose khác..

Quá trình lên men axit lactic là quá trình trao đổi chất nhờ đó glucose và các loại đường 6-carbon khác (cũng như disaccharides của các loại đường 6-carbon, ví dụ: sucrose hoặc lactose) được chuyển thành năng lượng tế bào và chất chuyển hóa lactate, là axit lactic trong dung dịch. Nó là một phản ứng lên men kỵ khí xảy ra ở một số vi khuẩn và tế bào động vật, chẳng hạn như các tế bào cơ.
Nếu oxy có trong tế bào, nhiều sinh vật sẽ bỏ qua quá trình lên men và trải qua quá trình hô hấp tế bào; tuy nhiên, các vi sinh vật kỵ khí có cấu trúc sẽ lên men và trải qua sự hô hấp khi có oxy. Đôi khi ngay cả khi oxy có mặt và chuyển hóa hiếu khí đang xảy ra trong ti thể, nếu pyruvate đang xây dựng nhanh hơn nó có thể được chuyển hóa, thì quá trình lên men sẽ xảy ra.
Lactate dehydrogenase xúc tác sự biến đổi của pyruvate và lactate với sự tương tác đồng thời của NADH và NAD+.
Trong quá trình lên men homolactic, một phân tử glucose cuối cùng được chuyển thành hai phân tử axit lactic. Ngược lại, quá trình lên men dị thể tạo ra carbon dioxide và ethanol ngoài axit lactic, trong quá trình gọi là đường phosphoketolase.